# Werkendam
Werkendam (phát âmⓘ) là một đô thị ở miền nam Hà Lan, ở tỉnh Bắc Brabant. Đô thị này chức một phần của khu vực Biesbosch.

## Các trung tâm dân số
- Dussen
- Hank
- Nieuwendijk
- Sleeuwijk
- Werkendam